# Itaipava Arena Fonte Nova
Itaipava Arena Fonte Nova, fuldt navn: Complexo Esportivo Cultural Professor Octávio Mangabeira, er et fodboldstadion i Nazaré i Salvador-regionen i delstaten Bahia i Brasilien. Stadionet er sponseret af bryggeriet Itaipava, deraf navnet. Det er hjemmebanen for Esporte Clube Bahia, og er valgt som et af de 12 stadioner til VM i fodbold 2014.